# Darren Uyenoyama
Darren Uyenoyama (San Francisco, 15 de outubro de 1979) é um lutador de artes marciais mistas (MMA) dos Estados Unidos, que atualmente compete na divisão peso-galo. Lutador profissional desde 2002, Uyenoyama, anteriormente, competiu no Ultimate Fighting Championship, Strikeforce, DREAM, DEEP, e Shooto.

## Background
Uyenoyama nasceu e cresceu em San Francisco, e é nipo-americano de terceira geração, pois tem avós maternos japoneses. Uyenoyama estudou na El Camino High School, onde lutou wrestling e, em seguida, começou a treinar Brazilian jiu-jitsu na academia de Ralph Gracie. Uyenoyama teve uma carreira de sucesso no BJJ, ganhou torneios e, finalmente, fez a transição das suas habilidades no chão para as artes marciais mistas. 

## Carreira no MMA

### Início da carreira
Uyenoyama fez sua primeira luta de MMA em 2002, contra Rambaa Somdet e, embora ele tenha vencido na estréia, ele ficou sem lutar por um período de cinco anos, e retornou com mais uma vitória.

### DREAM
Uyenoyama fez a sua estréia no DREAM contra Hideo Tokoro, e perdeu a luta por decisão unânime.

### Strikeforce
Uyenoyama fez sua estreia no Strikeforce, derrotando Andrew Valladerez através de uma finalização (mata-leão) em 59 segundos, no Strikeforce: Young Guns.
Uyenoyama aumentou o seu recorde no Strikeforce para 2-0, com outra finalização no primeiro round, vencendo Anthony Figueroa com uma guilhotina.
A terceira e última aparição de Uyenoyama no Strikeforce ocorreu no Strikeforce: Destruction. Uyenoyama venceu por decisão unânime.

### Ultimate Fighting Championship
Uyenoyama assinou com o Ultimate Fighting Championship em 2011.
Uyenoyama fez sua estréia na organização lutando na categoria peso-galo, contra o astro japonês, Norifumi Yamamoto, no UFC on Fox: Velasquez vs. Dos Santos. Uyenoyama derrotou o grande favorito Yamamoto por decisão unânime.
Uyenoyama era esperado para fazer uma luta no peso-mosca, no UFC on Fox 3, em 5 de maio de 2012, contra John Dodson. No entanto, Uyenoyama foi forçado a sair da luta, e foi substituído pelo recém-chegado na promoção, Tim Elliott.
Uyenoyama era esperado para enfrentar Louis Gaudinot, em 5 de Outubro de 2012, no UFC on FX: 5. No entanto, Gaudinot foi forçado a sair da luta por conta de uma lesão, e foi substituído pelo recém-chegado na organização, Phil Harris.  Uyenoyama finalizou Harris no segundo round com um mata-leão.
Uyenoyama enfrentou Joseph Benavidez, em 20 de Abril de 2013, no UFC on Fox 7. Uyenoyama perdeu a luta por nocaute técnico no segundo round.
Uyenoyama era esperado para enfrentar John Moraga, em 14 de Dezembro de 2013, no UFC on Fox 9.  No entanto, Moraga foi retirado  da luta por conta de uma lesão não revelada, e foi substituído pelo recém-chegado na promoção, Alptekin Özkiliç. Uyenoyama perdeu a luta por decisão dividida, e foi posteriormente demitido da organização, logo após a derrota.

### Carreira pós-UFC
Depois de ser liberado do UFC, Uyenoyama assinou com o Pacific Xtreme Combate, em setembro de 2014, e enfrentou Shane Alvarez, no PXC 45, em 24 de outubro de 2014. Ele nocauteou Alvarez no primeiro round.
Na sua segunda luta com o PXC, ele enfrentou Kentaro Watanabe, no PXC 47, em 13 de março de 2015. Darren venceu Watanabe por decisão dividida.

## Cartel no MMA
| Cartel no MMA   |             |            |
| 16 lutas        | 10 vitórias | 6 derrotas |
| Por nocaute     | 2           | 2          |
| Por finalização | 4           | 1          |
| Por decisão     | 4           | 3          |

| Res.    | Cartel | Oponente            | Método                           | Evento                                                   | Data       | Round | Tempo | Local                  | Notas                                 |
| ------- | ------ | ------------------- | -------------------------------- | -------------------------------------------------------- | ---------- | ----- | ----- | ---------------------- | ------------------------------------- |
| Derrota | 10–6   | Riley Dutro         | Nocaute Técnico (socos)          | Pacific Xtreme Combat 55                                 | 18/11/2016 | 1     | 2:46  | Mangilao               | Pelo Cinturão Peso-mosca vago do PXC. |
| Vitória | 10–5   | Kentaro Watanabe    | Decisão (dividida)               | Pacific Xtreme Combat 47                                 | 13/03/2015 | 3     | 5:00  | Mangilao               |                                       |
| Vitória | 9–5    | Shane Alvarez       | Nocaute Técnico (socos)          | Pacific Xtreme Combat 45                                 | 24/10/2014 | 1     | N/A   | Mangilao               |                                       |
| Derrota | 8–5    | Alp Ozkilic         | Decisão (dividida)               | UFC on Fox: Johnson vs. Benavidez 2                      | 14/12/2013 | 3     | 5:00  | Sacramento, California |                                       |
| Derrota | 8–4    | Joseph Benavidez    | Nocaute Técnico (socos do corpo) | UFC on Fox: Henderson vs. Melendez                       | 20/04/2013 | 2     | 4:50  | San Jose, California   |                                       |
| Vitória | 8–3    | Phil Harris         | Finalização (mata-leão)          | UFC on FX: Browne vs. Pezão                              | 05/10/2012 | 2     | 3:38  | Minneapolis, Minnesota | Estreia no peso-mosca.                |
| Vitória | 7–3    | Norifumi Yamamoto   | Decisão (unânime)                | UFC on Fox: Velasquez vs. Dos Santos                     | 12/11/2011 | 3     | 5:00  | Anaheim, California    |                                       |
| Vitória | 6–3    | Shuichiro Katsumura | Nocaute Técnico (socos)          | Shooto: The Way of Shooto 5: Like a Tiger, Like a Dragon | 23/09/2010 | 2     | 3:53  | Tóquio                 |                                       |
| Derrota | 5–3    | Tomoya Miyashita    | Finalização (guilhotina)         | Deep: 47 Impact                                          | 17/04/2010 | 2     | 1:10  | Tóquio                 |                                       |
| Vitória | 5–2    | Brad Royster        | Decisão (unânime)                | Strikeforce: Destruction                                 | 08/11/2008 | 3     | 5:00  | San Jose, California   |                                       |
| Derrota | 4–2    | Hideo Tokoro        | Decisão (unânime)                | Dream 4: Middleweight Grand Prix 2008 Second Round       | 15/06/2008 | 2     | 5:00  | Yokohama               |                                       |
| Vitória | 4–1    | Anthony Figueroa    | Finalização (guilhotina)         | Strikeforce: Shamrock vs. Le                             | 28/03/2008 | 1     | 1:27  | San Jose, California   |                                       |
| Vitória | 3–1    | Andrew Valladerez   | Finalização (mata-leão)          | Strikeforce: Young Guns II                               | 01/02/2008 | 1     | 0:59  | San Jose, California   |                                       |
| Derrota | 2–1    | Rolando Velasco     | Decisão (unânime)                | CCFC: Undefeated                                         | 06/10/2007 | 3     | 5:00  | San Mateo, California  |                                       |
| Vitória | 2–0    | Will Nerbonne       | Finalização (mata-leão)          | CCFC: Judgement Day                                      | 17/02/2007 | 1     | 2:30  | Santa Rosa, California |                                       |
| Vitória | 1–0    | Rambaa Somdet       | Decisão (unânime)                | DEEP: 5th Impact                                         | 06/09/2002 | 3     | 5:00  | Tóquio                 |                                       |